# 甘麗初
甘麗初，字日如，廣西省容縣人，中華民國軍事人物，中華民國陸軍二級上將，抗戰期間指揮隸屬於中國遠征軍的國民革命軍第六軍入緬作戰，1949年第二次國共內戰戰敗後，奉命在大陸打游擊，翌年陣亡，戰果輝煌。，中華民國政府追晉為陸軍上將，入祀國民革命忠烈祠。

## 褒揚
於1969年3月入祀臺北市中山區國民革命忠烈祠之武烈士祠。忠烈祠記載其“於大瑤山被匪包圍彈盡援絕奮戰殉職”。

## 參與戰役
- 國民革命軍東征
- 國民革命軍北伐
- 第二次世界大戰
  - 中國抗日戰爭
  - 緬甸戰役
- 第二次國共內戰 †